# 新西兰海狮
紐西兰海狮（学名：Phocarctos hookeri），也稱胡氏海狮，是分布于新西兰亚南极群岛附近海域的一种海狮。成年雄性体长2.3～3.5米，重320～450公斤；雌性长1.8～2米，重90～165公斤；刚出生的小海狮长约0.7～1米，重8～10公斤。以章魚，鰈魚，蟹，企鵝，魚類等等為食。喜群居，12月底或1月產仔，10分鐘就能產下幼仔，但哺乳期卻長達1年。主要繁殖於南緯48度到53度間的奧克蘭群島，恩德伯馬群島斯那里斯群島，最南達到坎貝爾島，不進行大範圍的迴游。